# Línea R14 (Transportes de Murcia)
La línea R14 de Transportes de Murcia une de forma circular la Plaza Circular, el barrio de Joven Futura y El Ranero con la calle Correos por la Gran Vía.

## Recorrido y paradas

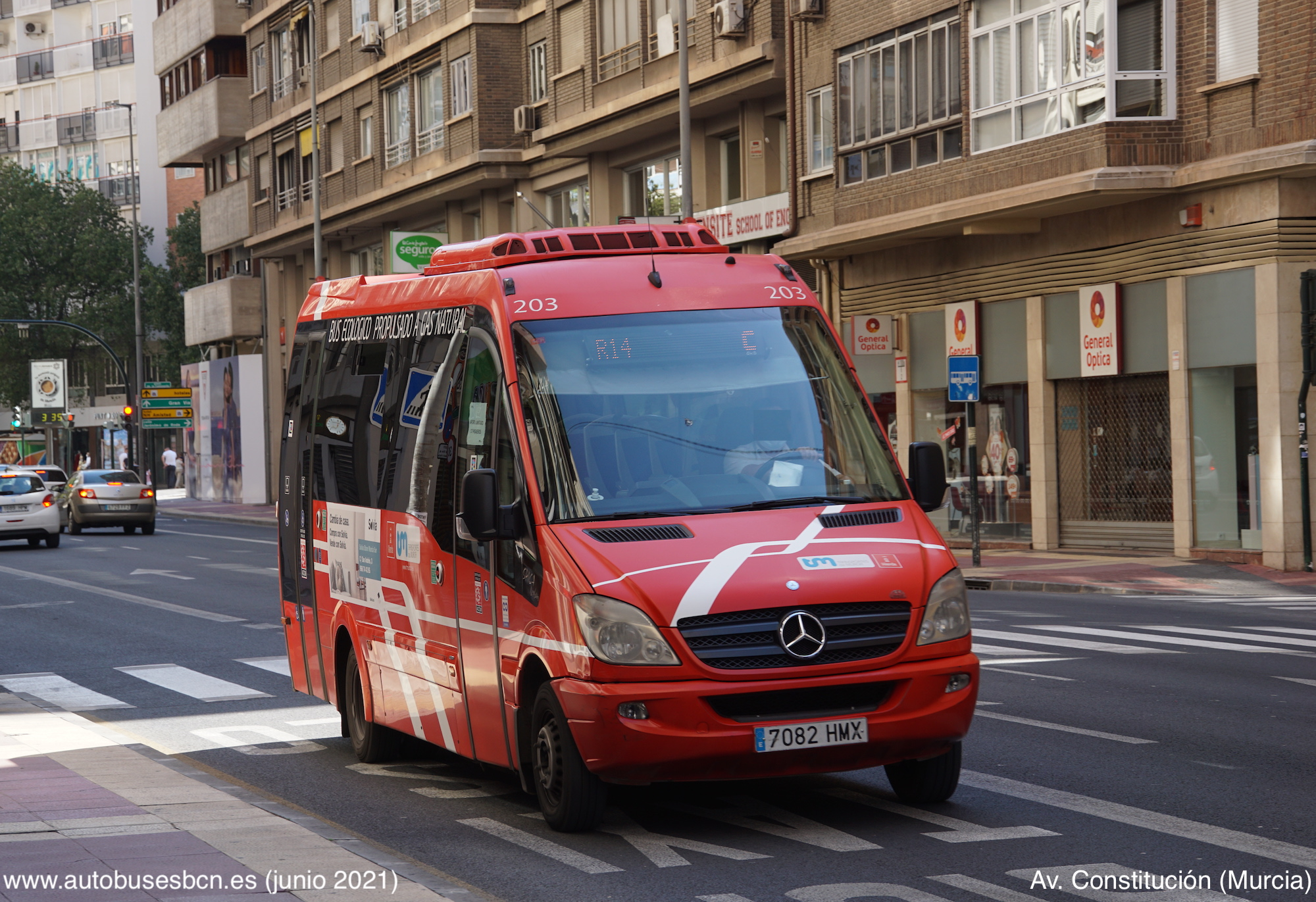
R14 en la Av. Constitución (Murcia), junio de 2021

| N.º  | Parada                          | Conexión         | Notas |
| ---- | ------------------------------- | ---------------- | ----- |
| 9030 | Plaza Circular, 14              | C2 C4 C5 R20 R80 |       |
| 9058 | Barnés (par)                    | C5 R20           |       |
| 9059 | Pabellón Príncipe de Asturias   | R20              |       |
| 9060 | Avda. de los Pinos (Gasolinera) | R20              |       |
| 9061 | Avda. de los Pinos, 3           |                  |       |
| 9214 | Reyes Católicos                 |                  |       |
| 9215 | Duques de Lugo (par)            |                  |       |
| 9191 | Peñalver (par)                  |                  |       |
| 9192 | San José (par)                  |                  |       |
| 9193 | Joven Futura                    |                  |       |
| 9194 | San José (impar)                |                  |       |
| 9195 | Peñalver (impar)                |                  |       |
| 9196 | Avda. Real Academia de Medicina |                  |       |
| 9063 | Duques de Lugo I                |                  |       |
| 9064 | Duques de Lugo II               |                  |       |
| 9065 | García Lorca I                  |                  |       |
| 9066 | Zaragoza                        |                  |       |
| 9067 | García Lorca II                 |                  |       |
| 9068 | San Basilio                     |                  |       |
| 9069 | Escuela de Idiomas              |                  |       |
| 9025 | Ronda Norte, 21                 | C1 C3            |       |
| 9026 | Ronda Norte, 3                  | C1 C3 R20        |       |
| 9027 | Primo de Rivera, 19             | C1 C3 R20        |       |
| 9028 | Cárcel Vieja                    | C1 C3 R20        |       |
| 9029 | Cajamurcia                      | C1 C3 C5 R20 R80 |       |
| 9070 | Avda. Constitución, 5           | C5 R20 R80       |       |
| 9071 | Cortefiel                       | C5 R20 R80       |       |
| 9072 | Santa Isabel                    | C5 R20 R80       |       |
| 9074 | San Pedro                       |                  |       |
| 9075 | Plaza San Julián                |                  |       |
| 9076 | San Antolín                     |                  |       |
| 9022 | Plaza San Agustín               | C1 C3 R12        |       |
| 9077 | Doctor Quesada                  |                  |       |
| 9150 | Ambulatorio San Andrés          |                  |       |
| 9166 | Jardín de la Seda C/ Olma       |                  |       |
| 9078 | Plaza Agustinas                 |                  |       |
| 9079 | Santa Teresa                    |                  |       |
| 9080 | Marcos Redondo                  |                  |       |
| 9206 | Santa Isabel (V2)               | C5 R20 R80       |       |
| 9163 | Glorieta de España (frente)     | R12 R20 R80      |       |
| 9136 | Arco de San Juan                | R80              |       |
| 9137 | Plaza Cetina                    | R80              |       |
| 9138 | La Merced                       | R80              |       |
| 9139 | Puerta Nueva                    | R17 R80          |       |
| 9140 | Centrofama                      | R17 R80          |       |
| 9197 | Jaime I                         | R17              |       |
| 9082 | Avda. Constitución, 8           | C5 R17           |       |
| 9000 | Plaza Circular, 2               | C1 C3 C5 R17 R80 |       |
| 9153 | Plaza Circular, 14 (V)          | C2 C4 C5 R20 R80 |       |

- Datos: Q56641437